# Mickaël Buffaz
Mickaël Buffaz (né le 21 mai 1979 à Genève) est un coureur cycliste français. Professionnel de 2003 à 2012, il a terminé sa carrière au sein de l'équipe Cofidis. Son palmarès comprend notamment un titre de champion de France de demi-fond obtenu en 2008.

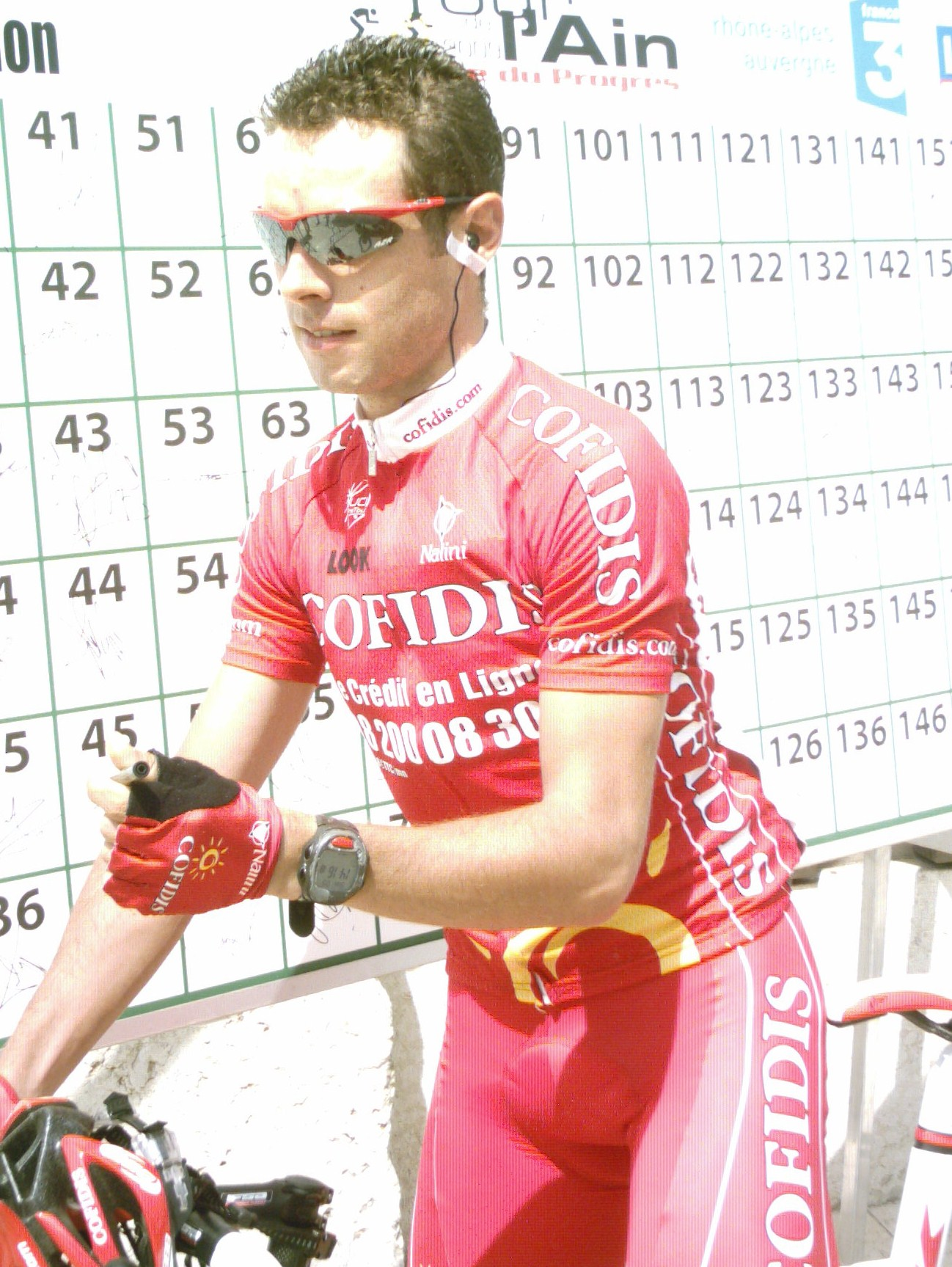
Mickaël Buffaz au départ de son étape victorieuse du Tour de l'Ain 2009

## Biographie
Originaire de Crozet, un petit village du Pays de Gex dans l'Ain, Mickaël Buffaz s'est orienté vers le cyclisme dès son adolescence. Licencié durant cinq années à l'UC Gessienne, il fut encouragé par de nombreux professionnels du cyclisme à la vue de ses aptitudes. Conciliant avec succès sport et études, il accède à la catégorie nationale et obtient parallèlement un DUT de biologie.
En 2001, le Vélo Club Bressan lui offre la possibilité de s'épanouir en catégorie nationale. Il rejoint dès l'année suivante les rangs du VC Lyon-Vaulx-en-Velin grâce à qui il accédera en quelques mois au plus haut sommet de la hiérarchie élite 2. Ses bons résultats ont rapidement attiré l'attention des équipes professionnelles. Depuis, Mickaël Buffaz évolue en élite 1 et a rejoint en 2007 une équipe "Pro Tour".
Mickaël Buffaz est entraîneur breveté d’État des activités du cyclisme. Il a exercé en 2001 et 2002 avant le début de sa carrière professionnelle à l’Étoile cycliste muroise pour encadrer et faire progresser les coureurs du club. Toujours licencié à l’Étoile cycliste muroise, Mickaël Buffaz reste responsable de la section compétition et continue d’apporter aux jeunes cyclistes sa grande expérience de professionnel.
Mickaël Buffaz est un spécialiste de la piste, et plus particulièrement du demi-fond. Cette épreuve s'effectue sur une cinquantaine de kilomètres, derrière moto. Tout juste sorti du Tour d'Italie 2008 où il a terminé deuxième plus combatif, Buffaz a enchaîné avec les Championnats de France de demi-fond à La Roche-sur-Yon, où il a remporté sa série de qualifications puis la finale qui était pourtant longtemps promise à David Derepas, qui l'a terminé à moins d'un tour.
Il participe pour la première fois au Tour de France en 2011, avec l'équipe Cofidis.
Il met fin à sa carrière professionnelle le 14 octobre 2012, à l'issue du Tour de Vendée. Il participe à sa dernière course sur piste en tant que professionnel au cours des Deux-Jours de Genève les 8 et 9 décembre 2012. Depuis 2014, il est responsable sportif du Tour de l'Avenir.

Il est directeur sportif du Lyon Sprint Evolution.

## Palmarès sur route

### Palmarès amateur
- 1995
  - 3e du championnat de France sur route cadets
- 2000
  - Tour du Pays de Gex
  - 2e du Triptyque de la Vallée de l'Ance
- 2001
  - 1re étape du Tour des Alpes-de-Haute-Provence
  - 3e du Tour du Pays de Gex
- 2002
  - Champion de l'Ain sur route
  - Grand Prix Mathias Nomblot
  - Paris-Troyes
  - 2e étape du Tour du Chablais
  - Tour de Gironde :
    - Classement général
    - 1re étape

  - Ronde mayennaise
  - 2e d'Annemasse-Bellegarde et retour
  - 2e de Paris-Chauny
  - 3e du Tour du Chablais

### Palmarès professionnel
- 2003
  - Mi-août bretonne :
    - Classement général
    - Prix des Moissons

  - 2e du Prix d'Armorique (Mi-août bretonne)
- 2004
  - 2e du Tour du Finistère
- 2005
  - 3e de la Polynormande
- 2006
  - 2e du Tour du Doubs
- 2007
  - 2e de la Polynormande
- 2008
  - 5e du Tour Down Under
- 2009
  - 1re étape du Tour de l'Ain
- 2010
  - Paris-Corrèze :
    - Classement général
    - 1re étape

### Résultats sur les grands tours

#### Tour de France
1 participation
- 2011 : 131e

#### Tour d'Italie
3 participations
- 2007 : 126e
- 2008 : 121e
- 2010 : abandon (16e étape)

#### Tour d'Espagne
3 participations
- 2009 : 89e
- 2010 : abandon (2e étape)
- 2012 : 45e

### Classements mondiaux
| Année              | 2005 | 2006 | 2007 | 2008 | 2009 | 2010 | 2011 | 2012  |
| ------------------ | ---- | ---- | ---- | ---- | ---- | ---- | ---- | ----- |
| Classement ProTour |      |      |      | 52e  |      |      |      |       |
| UCI Africa Tour    |      |      |      |      |      | 140e |      |       |
| UCI Europe Tour    | 345e | 195e |      |      |      | 95e  |      | 1141e |

## Palmarès sur piste

### Championnats de France
- 2007
  - 2e du demi-fond
- 2008
  -  Champion de France de demi-fond[8]

## Reconversion professionnelle
Mickaël Buffaz a obtenu son diplôme de Conseiller en gestion de patrimoine en 2015 avec les accréditations de Conseiller en investissements financiers (CIF), Intermédiaire en opérations bancaires et services de paiements (IOBSP), Intermédiaire en assurance (IAS), Transactions immobilières (sans maniement de fonds).
Il a fondé son propre cabinet de conseil en gestion de patrimoine et en investissements financiers Agence Mickaël Buffaz. Il est membre du programme Filianse.
En parallèle, Mickaël Buffaz officie en tant que Manager Général au sein du Lyon Sprint Evolution, Club de Cyclisme Lyonnais : Route, Piste, Cyclocross, Centre de Formation, École de Cyclisme, Cyclisme de loisirs. Il est, en particulier, entraineur des catégories cadets et juniors. 
Il est le partenaire financier principal du club.
Mickaël Buffaz a créé son agence de voyages à orientation sportive.
Mickaël Buffaz arpente chaque année les routes de la grande boucle. Depuis 2017, il accueille ses invités sur le Tour de France en tant qu’ambassadeur Century 21 où il retrouve son ami et ancien coureur professionnel Christophe Mengin.